# Cornes de Gâtes
Cornes de Gâtes of Rate rose is een aardappelsoort uit de Ardennen.
De knollen zijn langwerpig en worden tot 15cm lang en 2 à 4 cm dik. Rate rose heeft een dunne bleekroze schil en stevig strogeel vruchtvlees. Ze hebben weinig uitgesproken ogen en de kiemen zijn paarsrood, klein en conisch. De plant heeft witte bloemen en is slechts matig vatbaar voor de aardappelziekte. Cornes de Gâtes geeft een zeer goede opbrengst indien hij vroeg wordt aangeplant. De aardappel kan tot ± 3 maanden bewaard worden.
Vermoed wordt dat het een van de oudste nog bekende rassen is.

## Toepassing
Het ras is vastkokend en wijkt qua smaak af van een gewone aardappel door zijn notensmaak. Vaak worden ze in de schil gekookt en daarna gepeld.